# Mohamat Hamdi
Mohamat Allamine Hamdi (né le 15 avril 1997 en Arabie saoudite) est un athlète qatarien, spécialiste du saut en hauteur.
Il s'installe au Qatar quand il a 15 ans, après avoir été recruté par un club qatarien, alors qu'il  avait débuté peu avant le saut en hauteur. Son entraîneur comme pour Mutaz Essa Barshim est le Polonais Stanislaw Szczyrba. Il est 3e, avec 2,23 m, record personnel, des Championnats du monde juniors de 2016. Il termine 8e, avec 2,20 m, lors du meeting de Doha en 2018. Il avait terminé 4e des Championnats d'Asie 2017, avec la même mesure.
Il remporte la médaille d’argent avec son meilleur saut à 2,26 m lors des Jeux de la solidarité islamique 2017.
Le 25 juillet 2018, il porte son record personnel à 2,27 m à Karlstad en Suède.
Il termine 5e des Jeux asiatiques de 2018, avec 2,24 m, la même mesure que les deux médaillés de bronze ex æquo.
Le 24 avril 2019, il termine 7e ex æquo lors des Championnats d’Asie à Doha.